# 새뮤얼 테일러 콜리지
새뮤얼 테일러 콜리지(Samuel Taylor Coleridge, 1772년 ~ 1834년 7월 25일)는 영국 시인·비평가이다.
사제의 아들로서 데번에서 태어나 케임브리지 대학에서 배웠다. 뒤에 그의 의누이와 결혼한 로버트 사우디와 알게 되어 공산주의적 식민지를 북아메리카에 만들고자 했으나 실패한 적도 있었다. 워즈워스를 포함한 세 사람이 다같이 호반에 살았기 때문에 '호반의 시인'(Lake Poets)이라 불리었다. 콜리지는 1795년에 워즈워스와 알게 되어서 영국시 사상 획기적인 《서정가요집》(Lyrical Ballads)을 내게 되었고 그 속에 기교의 완벽을 보인 <노수부의 노래>등이 실려 있다. 이 외에 그 후의 작품으로 유명한 것은 중세적인 이야기 <크리스터벨>(1816)과 몽고의 칸의 궁거(宮居)를 묘사한 <쿠빌라이 칸>(1816) 등이 있다. 1798-1799년에 워즈워스 오누이와 함께 독일에 가서 독일 관념철학을 연구하여 실러를 영역(英譯)하기도 했다. 가정의 불화와 아편 중독에 의한 죄의식에 번민하면서도 뛰어난 셰익스피어 강연을 하여 그것을 책으로 묶기도 하였고 지금도 더욱 높이 평가되는 체계적 문학비평 <문학평전(文學評傳)>(1817)을 내어 단순한 공상력과 대립하는 것으로서 유기적인 상상력의 중요성을 역설하기도 하였다. 그의 시와 비평에는 갖가지 시사(示唆)가 풍성하여 오늘날에도 아직 문학의 근본문제를 고찰하는 하나의 기반이 되어 있다.

## 생애
새뮤얼 테일러 콜리지는 1772년 10월 21일 영국 데번 주(州)의 오터리슨트메리에서 신부이자 교사인 아버지 존 콜리지와 어머니 앤 보든의 10남매 중 막내로 태어났다.
19세 때인 1791년 10월에 콜리지는 케임브리지대학교 지저스칼리지에 입학했고, 1792년 7월에는 노예무역에 관한 그리스어 송가로 메달을 수상했다.
그는 1797년 봄에 윌리엄 워즈워스(1770∼1850) 남매를 만나 우정을 쌓기 시작했는데, 워즈워스는 콜리지와 가까이 지낼 생각에서 도셋 주에서 이주하기까지 했다. 두 시인 모두에게 유익했던 이 ‘창조적 공생’의 시기는 영문학사에서 가장 생산적인 우정의 시기로 평가되고 있다. 이 시기에 콜리지는 워즈워스와의 대화를 통해 젊은 시인과 철학자로서의 자신의 생각과 느낌을 가다듬었고, ＜노수부의 노래＞ ＜쿠블라 칸＞ ＜크리스타벨＞(제1부) ＜한밤의 서리＞ 등의 뛰어난 시편들을 썼다. 두 시인의 ‘창조적 공생’은 1798년 늦여름에 영국 낭만주의의 서막을 연 작품으로 간주되는 ≪서정담시집≫이 발간됨으로써 그 결실을 맺었다.
1800년에 호반지방의 그래스미어에 정착한 워즈워스 일가의 집에서 약 20킬로미터 정도 떨어진 케직의 ‘그레타홀’로 가족과 함께 이주했다.
처음에 새 환경을 마음에 들어 했던 콜리지는 ＜크리스타벨＞의 제2부를 워즈워스 남매에게 읽어 줄 때처럼 여러 차례 헬벨린 산(해발 950미터)을 넘어 워즈워스의 집을 방문하곤 했지만, 잦은 병 때문에 점점 더 아편에 의존하게 되었다. 또 그는 실험적 방식으로 자신의 철학적이고 과학적인 연구들을 확대하면서 “신경 체계에 해가 될 정도로까지” 자신의 감각에 숱한 실험을 했는데, 이 해로운 “난해한 연구”는 ＜낙심−송가＞에서 언급되고 있다.
1810년 3월에 연인인 새러 허친슨과, 또 10월에 워즈워스와 결별한 이후 1816년까지의 콜리지의 삶은 사적으로는 황폐했지만 놀랄 정도로 생산적이었다. 그는 수차례 대중 강의를 했고, 신문에 기고했으며, 자신이 쓴 비극이 상연되는 것을 보았다. 그는 시집 ≪무녀의 엽편들≫(1817)을 준비했고, 문학 비평의 기념비적 저작이자 문학적 자서전인 ≪문학 평전≫(1817)의 저술에 착수했다. 1816년 4월에 친구인 의사 제임스 길먼이 콜리지를 맡아 그의 병과 아편중독을 관리해 주기 시작했다. 세상을 떠날 때까지 길먼의 집에 거주하면서 치료를 받았던 콜리지는 1824년에 당시 막 창립된 왕립문학원에서 연금 100파운드를 받는 준회원이 되었다. 콜리지의 저작의 상당 부분은 이 하이게이트 시기에 저술되었는데, 특히 ≪사색의 길잡이≫와 ≪교회와 국가의 구성 원리≫는 빅토리아 시대의 막 부상하는 세대에 큰 영향을 미쳤다. 많은 사람들에게 ‘하이게이트의 현자(賢者)’로 불렸던 그는 1834년 7월 25일 세상을 떠났고 그곳에 묻혔다. 

## 철학
그는 자연적인 것이 영적인 것을 내포하며 영적인 접근은 이성(오성의 반대)의 직관적인 힘을 통해 온다고 생각하였다. 언어가 철학적 지혜의 열쇠라고 주장하였다.

## 저서
- 1795년의 정치와 종교에 관한 강의
- 워치맨
- Times in the Morning Post와 Courier에 실린 그의 수필들
- 친구
- 문학에 관한 강의
- 평신도 설교
- 철학 역사에 관한 강의
- 묵상에 대한 조언 (Aids to reflection)
- 교회와 국가의 헌법에 대하여
- 논리
- 탁상 대화
- 노수부
- 쿠블라이 칸 (시)
- 한밤 중의 서리

## 같이 보기
- 낭만주의
- 윌리엄 워즈워스
- 제임스 마시 (철학자)